# マルタ (魚)
マルタ（丸太、Pseudaspius brandtii）は、ウグイ亜科に分類される魚。マルタウグイと呼ばれることもある。コイ科魚類の中で、降海性を獲得した数少ない魚類である。形態からマルタ型とジュウサンウグイ型の2型に分けられ、これらを亜種として区別する説もある。

## 分布
東京湾から富山湾までの本州、北海道、サハリンから沿海州、朝鮮半島東岸にかけて

## 形態
全長30-40 cm。最大で60 cm、1.5 kg程度になる。最大では近縁種のウグイより大型になる。ウグイの婚姻色（赤色縦条）が体側に3本であるのに対し、マルタは腹側に1本である。自然の状態でウグイとは容易に交雑するかは不明である。

## 分類
2020年にウグイ属の学名がTribolodonからPseudaspiusに変更された。

### 亜種
1960年代よりマルタとジュウサンウグイが異なるとする報告がいくつかされていたが、「遺伝学」「形態学」「生態学」の各観点からの研究は不十分と指摘されていた。2014年（2015年とする文献もあり）、マルタ T. b. maruta と、ジュウサンウグイ T. b. brandtii に分けられた。
以下の分類・和名は、本村 (2020) に従う。英名は、藤田 (2019) に従う。
Pseudaspius brandtii brandtii (Dybowski, 1872) ジュウサンウグイ Jusan dace
富山湾以北の日本海沿岸、青森県太平洋側の本州、北海道、サハリンから沿海州、朝鮮半島東岸に分布する。模式産地はハンカ湖。
マルタよりも鱗数が多く、頭長が大きいといった特徴がある。
Pseudaspius brandtii maruta (Sakai & Amano, 2014) マルタ Maruta dace
東京湾から岩手県大船渡湾にかけての太平洋沿岸の流入河川に分布する。模式産地は多摩川。
ジュウサンウグイと比較して吻部がやや短い。

## 生態
主に沿岸部から河川河口部の汽水域に生息し、春の産卵期には川を遡上する遡河回遊魚である。幼魚は1年ほど河口付近で過ごし、7-9 cmほどに成長して海に降る。寿命は10年ほどと比較的長命である。動物食性で、貝類やゴカイ類、小型の魚類やエビなどの甲殻類といった小動物を捕食する。

## 人間との関係
ウグイよりも引きが強く、多摩川や宮城県の広瀬川などで釣りの対象魚として人気がある。食用としてはウグイに優るとされ、洗いやたたき、焼き物などに向いている。
ルアーフィッシングの対象魚であるスズキの外道としてよく釣れる。食用になるが、小骨が多いのでよく煮るか甘露煮などにするのが適している。
汽水域の特に排水口付近を好んで生息しているために生臭い個体が多い。そのため、皮と血合い、内臓は利用せずに、白身を味噌、だし汁（鰹節と昆布）に浸し、圧力鍋で煮ると、臭みが無くなり、小骨はやわらかくなり食べやすくなる。

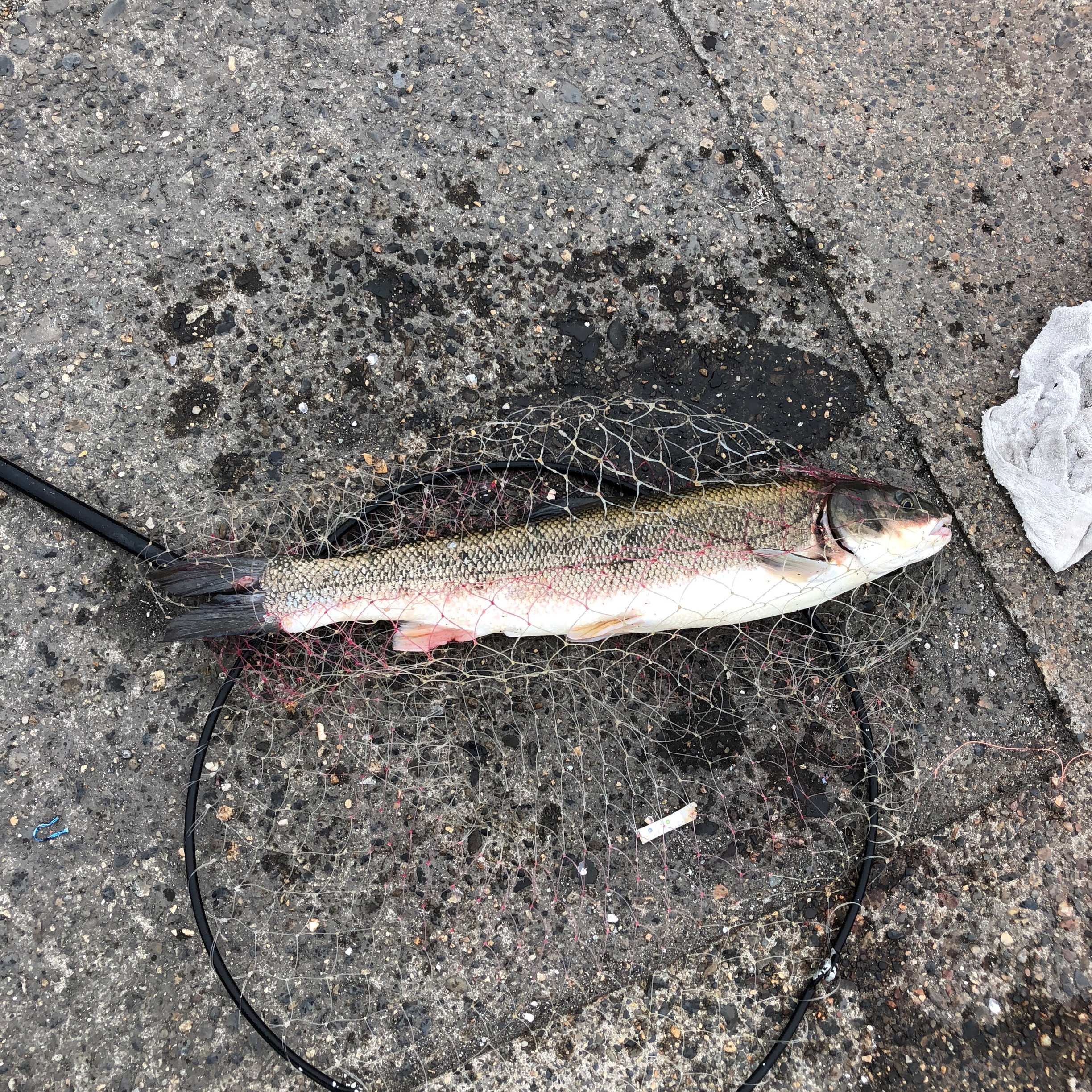
那珂湊漁港にて釣り上げられたマルタ
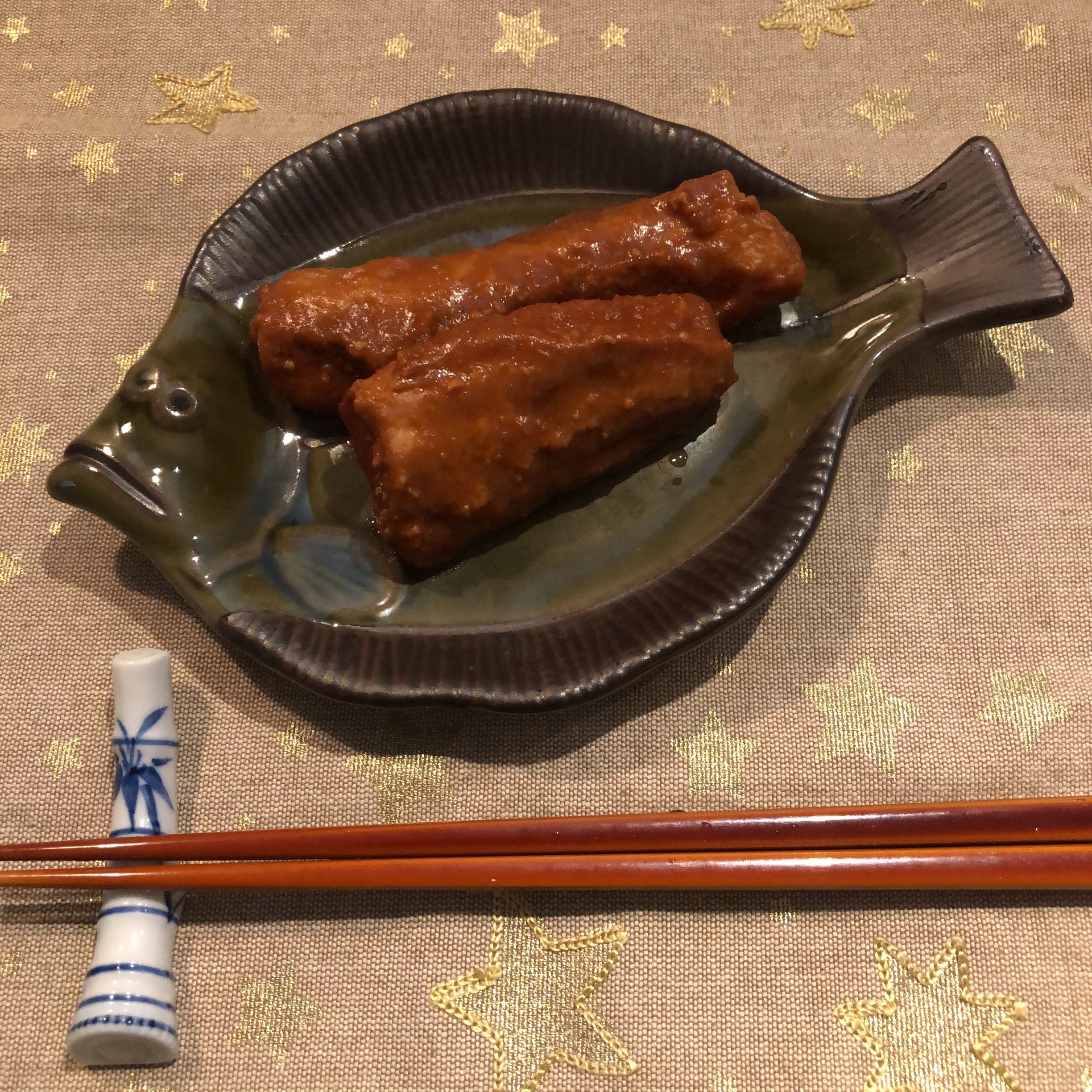
2回（20分加熱）圧力鍋で煮ることにより小骨がやわらかくなったマルタのサク
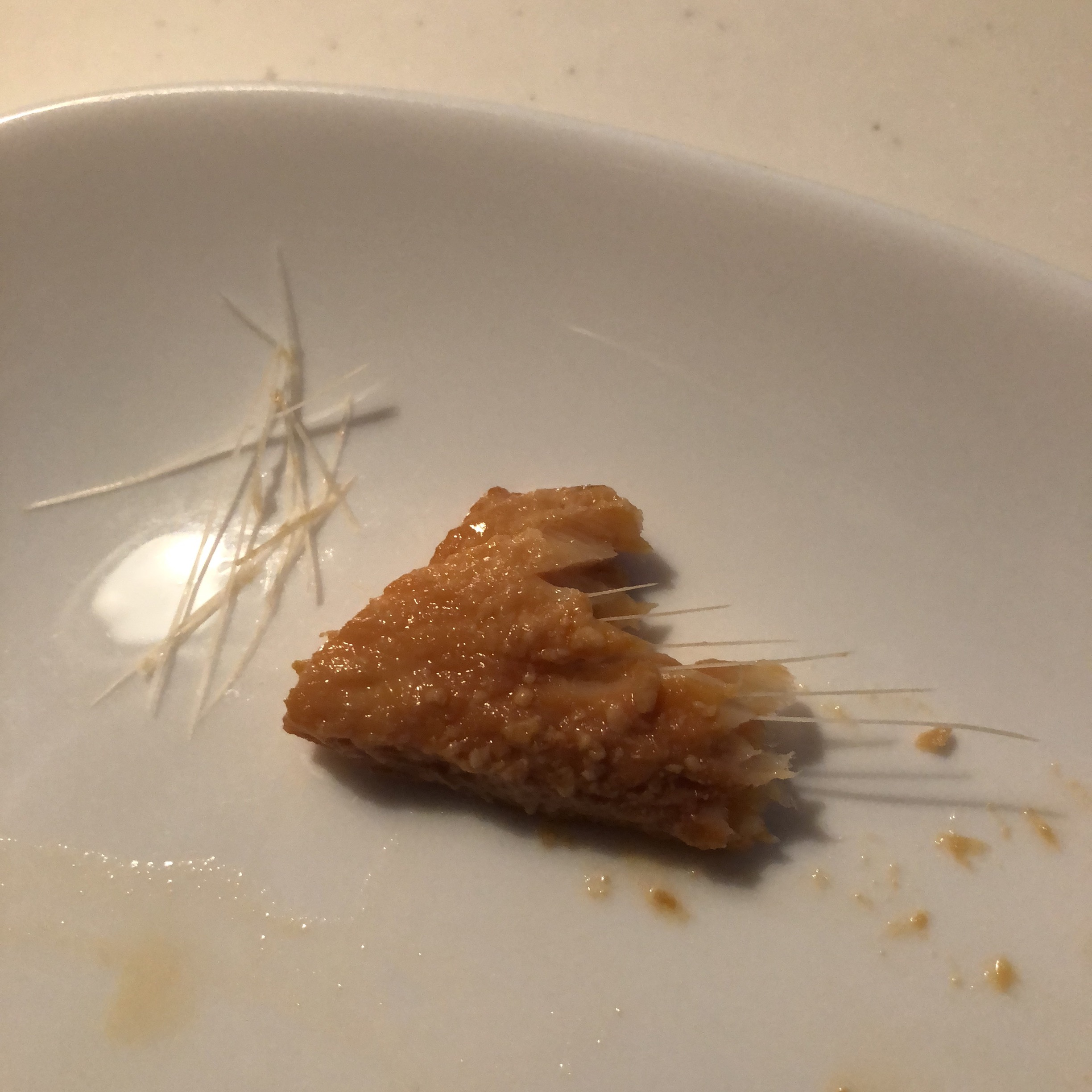
マルタには身の節ごとに小骨が存在するため、食べるにはひと工夫が必要